# Ulén
Ulén (en rus: Улень) és un poble de la República de Khakàssia, a Rússia, que en el cens del 2010 tenia 12 habitants. Pertany al districte de Xirà.